# Xã Washington, Quận Wood, Ohio
Xã Washington (tiếng Anh: Washington Township) là một xã thuộc quận Wood, tiểu bang Ohio, Hoa Kỳ. Năm 2010, dân số của xã này là 1.841 người.